# Kwikcoulometer
De kwikcoulometer is een elektroanalytisch apparaat waarin kwik gebruikt wordt om de passage van een hoeveelheid lading te meten. Tijdens de meting verloopt de volgende reactie:
{\displaystyle \mathrm {Hg^{2+}\ +\ 2\ e^{-}\ \longrightarrow \ Hg} }
De redoxprocessen verlopen met 100% efficiëntie over een groot bereik van stroomdichtheid. De meting van de passerende hoeveelheid lading in coulomb is in essentie gebaseerd op de massaverandering van de elektrode. De hoge molaire massa van kwik leidt tot een hoge gevoeligheid. De massa van de elektrode neemt toe tijdens de kathodische afzetting van kwikionen of vermindert tijdens het anodische in oplossing gaan van het metaal. Beide processen worden door de elektrolysewet van Faraday beschreven:
{\displaystyle Q={\frac {2\,F\,\Delta m}{M_{Hg}}}}
hierin is:
- {\displaystyle Q} de hoeveelheid lading in coulomb
- {\displaystyle \Delta \ m} de verandering in massa in gram
- {\displaystyle F} de Faradayconstante (96485 C·mol−1)
- {\displaystyle M_{Hg}} de molaire massa van kwik (200,59 g·mol−1)

## Technische vormgeving

Principeschema van de kwikcoulometer.

Er zijn verschillende technische uitvoeringen van dit type coulometer. Niet alle types maken expliciet gebruik van de massaverandering van de elektrodes. In de figuur hiernaast is een type weergegeven dat gebruikmaakt van een capillair met schaalverdeling. Het bestaat uit twee reservoirs die door een dun capillair verbonden zijn. Beide zijden bevatten een Hg2+-oplossing. In beide reservoirs bevindt zich een kwik-elektrode. In het capillair zit een klein kwikdruppeltje. Als de stroom wordt aangezet zal kwik aan de ene kant van de druppel in oplossing gaan en aan de andere kant juist neerslaan. De druppel gaat bewegen. Omdat zowel de oxidatie als de reductie-reactie met 100% efficiëntie verlopen, zal de massa (of het volume) van het druppeltje niet veranderen, en de beweging ervan zal lineair zijn met de hoeveelheid gepasseerde lading. Bij omkering van de stroomrichting (potentiaal) zal het druppeltje de andere kant op gaan beween. De gevoeligheid van dit type coulometers is afhankelijk van de diameter van het capillair.